# Шмидт, Эрик
Эрик Эмерсон Шмидт (англ. Eric Emerson Schmidt, род. 27 апреля 1955 года, Вашингтон, округ Колумбия, США) — технический консультант компании Alphabet. Член совета по науке и технологиям при президенте США Бараке Обаме, Национальной инженерной академии, Академии искусств и наук США, возглавляет некоммерческий фонд New America Foundation. В 2021 году, по оценке Bloomberg, его состояние составляло 23,6 млрд долларов США (72-е место в мире).

## Биография
Эрик Шмидт родился 27 апреля 1955 года в Вашингтоне (округ Колумбия) в семье Элли (Ellie) и Уилсона (Wilson) Шмидтов. Уилсон Шмидт работал деканом экономического факультета Виргинского политехнического института.
Эрик провёл детство в Болонье и в Блэксбурге.
В 1971 году окончил школу Йорктаун (англ. Yorktown High School) в Арлингтоне, штате Виргиния.
В 1976 году получил степень бакалавра по электротехнике (электротехническое машиностроение) в Принстонском университете.
В 1979 году получил степень магистра по компьютерным сетям в Калифорнийском университете в Беркли.
В 1980-х годах работал в компаниях Xerox (сотрудник лаборатории информатики в исследовательском центре корпорации в Пало-Альто (Xerox PARC)), Bell Laboratories и Zilog.
В 1982 году защитил диссертацию на степень доктора компьютерных наук по теме контроля за крупномасштабной разработкой программного обеспечения в распределенной среде.
С 1983 года работал в качестве Software Manager, а позже менеджером по технологиям в Sun Microsystems, где участвовал в разработке Java и определял стратегию корпорации в отношении ПО для работы в Интернете.
С 1996 по 2006 годы Шмидт был членом совета директоров Siebel Systems (в 2006 году эта компания была поглощена Oracle). Кроме того, в разное время он входил в советы директоров компаний Integrated Archive Systems и Tilion.
С 1997 года по ноябрь 2001 года работал председателем правления и главным исполнительным директором компанией Novell. В его задачи входило стратегическое планирование, управление и развитие технологии. Участвовал в продаже Novell компании Cambridge Technology Partners.
Начиная с конца 2001 года, по приглашению основателей компании Google Ларри Пейджа и Сергея Брина работал председателем совета директоров и главным исполнительным директором Google. Эрик сосредоточил свои усилия на развитии корпоративной инфраструктуры, необходимой для поддержания высоких темпов роста компании, и на сохранении высокого качества при максимальном сокращении продолжительности цикла разработки продуктов. Эрик наравне с Ларри и Сергеем отвечал за повседневную работу Google.
29 августа 2006 года становится членом совета директоров Apple.
В 2006 году Эрик был выбран в состав Национальной инженерной академии, которая оценила значение его работы по «разработке стратегий всемирного успеха компании, предоставляющей услуги поисковой системы в Интернете». Эрик был принят в члены Американской академии наук и искусств.
С 2007 года он также является председателем совета директоров фонда New America.
Покинул совет директоров компании Apple 3 августа 2009 года.
В июне 2010 года Эрик Шмидт вошёл в состав Попечительского совета Фонда «Сколково».
4 апреля 2011 года уступил должность главного исполнительного директора Google Ларри Пейджу, оставшись главой совета директоров.
В 2019 году принял участие в конференции Бильдербергского клуба.
Летом 2023 года приобрел за $67,6 млн с аукциона яхту «Alfa Nero», принадлежавшую подсанкционному российскому миллиардеру Андрею Гурьеву.